# Barbara Höll

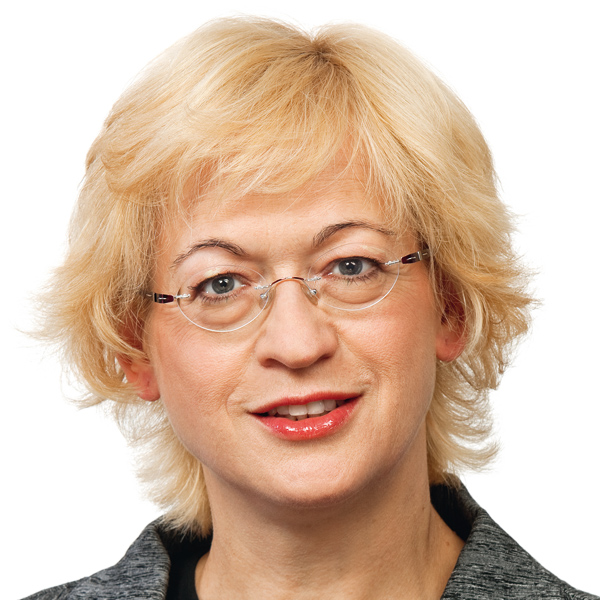
Barbara Höll

Barbara Höll geb. Eisenberger (* 26. Dezember 1957 in Coswig) ist eine deutsche Politikerin (Die Linke). Sie war von 2005 bis 2009 stellvertretende Vorsitzende der Linksfraktion im Deutschen Bundestag.

## Leben und Beruf
Nach dem Abitur 1976 in Halle absolvierte Barbara Höll ein Studium der Philosophie an der staatlichen Universität in Rostow am Don, welches sie 1981 als Diplom-Philosophin beendete. Anschließend arbeitete sie bis 1990 als wissenschaftliche Assistentin an der Handelshochschule Leipzig. 1988 erfolgte ihre Promotion zum Dr. phil. an der Pädagogischen Hochschule Magdeburg mit der Arbeit Zur Wirkungsweise und Reflexion der Bedürfnisse als Triebkräfte menschlichen Handelns aus historischer Sicht.
Barbara Höll ist konfessionslos, geschieden und Mutter von drei Kindern.

## Politik
Von 1976 bis 1990 war sie Mitglied der SED sowie für einige Jahre Mitglied des Demokratischen Frauenbundes Deutschlands (DFD). Im Herbst 1989 wurde die bis dahin in der SED nicht in Erscheinung getretene Höll in den Bundesvorstand des DFD gewählt, den sie bis dahin schon in einer Leipziger Stadtbezirksverordnetenversammlung vertrat. Zu den Volkskammerwahlen am 18. März 1990 kandidierte sie im Wahlkreis Leipzig erfolglos für die Frauenorganisation. Dafür zog sie im Dezember 1990 als Vertreterin des Demokratischen Frauenbundes über die offene Liste der PDS in den Bundestag ein. Erst 1996 trat sie auch in die PDS ein. Bis November 2005 war sie stellvertretende PDS-Landesvorsitzende in Sachsen.
Im April 2005 kandidierte sie für das Amt des Oberbürgermeisters von Leipzig, konnte sich aber nicht gegen Amtsinhaber Wolfgang Tiefensee (SPD) durchsetzen. Im Januar und Februar (Stichwahl) 2013 kandidierte sie erneut erfolglos für das Amt.
Höll ist sächsische Landessprecherin für das Forum demokratischer Sozialismus.

## Abgeordnete
Barbara Höll war von 1990 bis 2002 und erneut von 2005 bis 2013 Mitglied des Deutschen Bundestages. Hier war sie seit November 2005 Leiterin des Fraktionsarbeitskreises Wirtschaft, Arbeit und Finanzen und stellvertretende Vorsitzende der Bundestagsfraktion Die Linke. Höll war lesben- und schwulenpolitische Sprecherin ihrer Fraktion.
Von 2004 bis zur Niederlegung ihres Mandates am 23. Oktober 2005 gehörte Barbara Höll als direkt gewählte Abgeordnete des Wahlkreises Leipzig V dem Sächsischen Landtag an. Hier war sie Sprecherin der PDS-Fraktion für Gleichstellungspolitik. Für sie rückte René Fröhlich in den Landtag nach.
Im Juni 2008 traf sich Höll mit ihrem Kollegen Jan Korte, beide Unterstützer der LINKEN-Gruppierung Forum demokratischer Sozialismus, mit Vertretern der SPD-Parlamentarische Linke im Berliner Restaurant Walden, woraus in der Presse die „Walden-Connection“ wurde.
Sie war stets über die Landesliste Sachsen in den Bundestag eingezogen. Ihr Wahlkreis war Leipzig I, für den 17. Bundestag kandidierte Höll auf Platz 3 der sächsischen Landesliste der Linken. Für die Bundestagswahl am 22. September 2013 trat sie auf Platz 9 an. Da nur acht Vertreter der sächsischen Landesliste der Partei Die Linke im 18. deutschen Bundestag vertreten sind, hatte Höll damit ihr Bundestagsmandat verloren.

## Gesellschaftliche Ämter
Barbara Höll ist stellvertretende Vorsitzende des Sozialwerkes des Demokratischen Frauenbundes e. V. (dfb) und Vorsitzende des Vereins der Bundestagsfraktion DIE LINKE e. V. Höll ist Mitglied des Kuratorium der Bundesstiftung Magnus Hirschfeld, Vorstandsmitglied der Deutschen Parlamentarischen Gesellschaft.
Als Vorstandsmitglied engagiert sich Barbara Höll für die Hilfsorganisation Help – Hilfe zur Selbsthilfe.

## Veröffentlichungen
- Warum Mindestbesteuerung für hohe Einkommen und Vermögen. In: Lorenz Jarass, Gustav M. Obermair: Wer soll das bezahlen? Wege zu einer fairen und sachgerechten Besteuerung: Begrenzung für alle, Mindestbelastung für die Großen. Metropolis-Verlag, Marburg 2002, ISBN 3-89518-380-6, S. 100–102.
- queer.macht.politik: Schauplätze gesellschaftlicher Veränderung. Männerschwarm-Verlag, Berlin 2013, ISBN 978-3-86300-152-0.